# Detroit-Windsor Tunnel
Der Detroit-Windsor Tunnel ist ein unter der Wasseroberfläche errichteter Tunnel, der den Detroit River unterquert und Detroit (Michigan) in den Vereinigten Staaten mit Windsor (Ontario) in Kanada verbindet. Er entstand in den Jahren 1928/1929.

## Geschichte
Baubeginn war im Mai 1928. Der Tunnel wurde nach nur 26 Monaten fertiggestellt und am 1. November 1930 in einer feierlichen Zeremonie als Detroit-Kanada-Unterwassertunnel eröffnet. Am 3. November begann der Verkehr in diesem Verkehrstunnel. Er war die dritte Verkehrsverbindung zwischen beiden Städten nach dem Michigan Central Railway Tunnel 1910 und der Ambassador Bridge 1929.
Für 2024 [veraltet] ist die Fertigstellung der Gordie Howe International Bridge als vierte Verkehrsverbindung geplant.
Es ist – nach der nahe gelegenen Ambassador Bridge – mit über 28.000 Fahrzeugen pro Tag der verkehrsreichste Grenzübergang zwischen den USA und Kanada. Eine Studie von 2004 zeigte, dass 150.000 Arbeitsplätze und 13 Milliarden USD jährlicher Wirtschaftsleistung in der Region vom Windsor-Detroit Tunnel abhängig sind.
Der Detroit-Windsor Tunnel war bei seinem Bau der dritte Unterwasser-Tunnel in den Vereinigten Staaten.
Der Tunnel befindet sich derzeit im Besitz der Detroit-Windsor Tunnel LLC, einem Joint-Venture der Städte Windsor und Detroit, die je zu 50 % beteiligt sind. Detroit hatte den Verkauf seiner Hälfte an Windsor erwogen, um eine Tunnelbehörde zu ermöglichen. Dazu kam es wegen eines Verwaltungsskandals jedoch nicht.
Der Detroit-Windsor Tunnel ist weltweit der dritte Unterwasser-Tunnel zwischen zwei Nationen, und der erste internationale Unterwasser-Tunnel für Kraftfahrzeuge. Der ebenfalls unter dem Detroit River verlaufende Michigan Central Railway Tunnel war 1910 fertiggestellt und damit der zweite Tunnel zwischen zwei Nationen. Der erste internationale Tunnel war der St. Clair-Tunnel, der im Jahr 1891 zwischen Port Huron (Michigan) und Sarnia (Ontario) eröffnet wurde. Der Detroit-Windsor Tunnel wurde 1982 von der American Society of Civil Engineers in die List of Historic Civil Engineering Landmarks aufgenommen.

## Statistik und Technik
- Ausgelegt für rund 28.000 Kraftfahrzeuge pro Tag
- Mittlere Länge der zweispurigen Fahrbahn: 1573 m
- eine Röhre mit einem Innen-Durchmesser von 8,4 m in runden Eisenringen, eingebettet in achteckigen Betonscheiben
- Tunnelbreite auf Fahrbahnniveau 6,70 m (22 Fuß)
- Höhe 4,5 m von Fahrbahnoberfläche bis zur Decke unter dem Absaugkanal, maximale Durchfahrtshöhe 3,86 m (12 Fuß 8 Zoll)
- Größte Überdeckung 22,8 m (75 Fuß)
- Oberhalb ein flacher Absaugtunnel
- Unterhalb ein Frischluftstollen/-kanal
- Äußerer Durchmesser 9,5 m
- Die Fahrbahn besteht aus Granit-Block-Pflaster, abgesetzt mit 20 cm hohen Randsteinen. Daneben verläuft beidseitig ein schmaler Fußweg.
- An seinem tiefsten Punkt liegt die zweispurige Fahrbahn 22,8 m (75 Fuß) unter dem Wasserspiegel des Flusses.[2][3]